# Коси (провинция)
Косси (фр. Kossi) — одна из 45 провинций Буркина-Фасо. Находится в регионе Букле-ду-Мухун, столица провинции — Нуна. Площадь Косси — 7324 км².
Население по состоянию на 2006 год — 272 233 человек.

## Административное деление
Косси подразделяется на 10 департаментов.